# Vallis Rheita
El Vallis Rheita es un valle lineal situado en la cara visible de la Luna. Está ubicado en el cuadrante sureste y está orientado radialmente hacia el noreste con respecto al Mare Nectaris, al igual que el Vallis Snellius, con el que parece compartir un origen común.
El centro del valle se encuentra en coordenadas selenográficas 42.5 Sur y 51.5 Este, y tiene una longitud de 445 km. En su máxima extensión, este valle tiene un ancho de aproximadamente 30 km, pero se estrecha a 10 km en el extremo sureste. Es el segundo valle más largo de la cara visible de la Luna, siendo superado tan solo por el vecino Vallis Snellius.

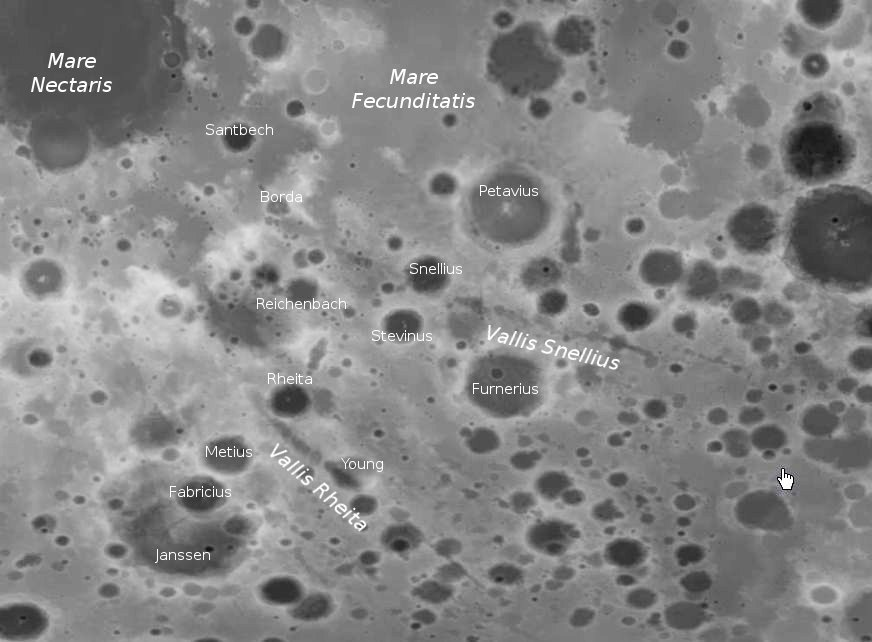
Vallis Rheita y Vallis Snellius (Imagen LRO)

Vallis Rheita ha sido erosionado por una serie de impactos, y varios cráteres de impacto notables yacen sobre el valle. Cerca del extremo noroccidental se halla el cráter Rheita, por el que se nombró a esta formación. Más hacia el sureste aparece el cráter Young, casi en el centro del valle. Junto a Young se localiza Young D, que también se extiende a través del valle, pero menos distorsionado por la presencia del perfil del valle.
Más al sureste se sitúan los cráteres Mallet y Reimarus, el último ubicado cerca del final del valle, difícil de discernir. El cráter satélite Mallet D, junto a Mallet, también se superpone a una parte del valle.